# مارك هنتر
مارك هنتر (بالإنجليزية: Mark Hunter)‏ هو سياسي بريطاني، ولد في 25 يوليو 1957 في المملكة المتحدة. حزبياً، نشط في الديمقراطيون الليبراليون والحزب الليبرالي. في 2005 Cheadle by-election ‏، انتخب عضو برلمان المملكة المتحدة الـ54 عن دائرة تشيدل وقد انضم خلال فترته النيابية ‏ (15 يوليو 2005 – 12 أبريل 2010) للكتلة البرلمانية الديمقراطيون الليبراليون وفي انتخابات المملكة المتحدة لعام 2010، انتخب عضو برلمان المملكة المتحدة الـ55 عن دائرة تشيدل وقد انضم خلال فترته النيابية ‏ (6 مايو 2010 – 30 مارس 2015) للكتلة البرلمانية الديمقراطيون الليبراليون.